# Paul Volcker
Paul Adolph Volcker (Cape May, 5 settembre 1927 – New York, 8 dicembre 2019) è stato un economista statunitense.
Presidente della Federal Reserve sotto i presidenti Jimmy Carter e Ronald Reagan (dall'agosto 1979 all'agosto 1987), è noto soprattutto per aver posto fine con la sua politica monetaria aggressiva agli alti livelli di inflazione registrati negli Stati Uniti negli anni settanta e nei primi anni ottanta. È stato anche presidente del gruppo nordamericano della Commissione Trilaterale dal 1991 al 2001 e presidente del comitato consultivo per la ripresa economica sotto la presidenza di Barack Obama dal febbraio 2009 sino al gennaio 2011.

## Biografia
Volcker è nato a Cape May, nel New Jersey, ed è cresciuto a Teaneck, sempre nel New Jersey. Quattro sorelle, tutti i nonni immigrati tedeschi, si è diplomato nella High School di Teaneck, quindi si è laureato nel 1949 all'Università di Princeton ottenendo la lode con una tesi in cui criticava le politiche della Federal Reserve tenute dopo la fine della guerra per non aver frenato le pressioni inflazionistiche. Ha conseguito presso la Harvard University il Master degree in economia politica ed in pubblica amministrazione nel 1951, frequentando poi la London School of Economics dal 1951 al 1952.
Dal 1969 al 1974, sotto l'amministrazione Nixon, Volcker è stato sottosegretario del Ministero del Tesoro per gli affari monetari internazionali. Ha svolto un ruolo importante nelle decisioni che hanno portato gli Stati Uniti a sospendere la convertibilità dell'oro nel 1971 provocando lo smantellamento del sistema di Bretton Woods. In generale ha prodotto una spinta di moderazione sulla politica. Dopo avere lasciato il Ministero del Tesoro degli Stati Uniti, è diventato presidente della Federal Reserve Bank di New York a partire dal 1975 al 1979, carica lasciata per assumere la presidenza della Federal Reserve nell'agosto del 1979. Nel 1975 Volcker inoltre è diventato docente nella scuola Woodrow Wilson degli affari pubblici ed internazionali all'Università di Princeton. 

### Presidente della Federal Reserve
Paul Volcker, democratico, fu nominato presidente della Federal Reserve nell'agosto 1979 dal presidente Jimmy Carter e fu riconfermato nel 1983 dal presidente Ronald Reagan che lo sostituirà con Alan Greenspan solo a metà del secondo mandato nel 1987. Fu ampiamente noto per la lotta alla crisi di stagflazione degli anni settanta causata dalla decisione dell'aumento dei prezzi del petrolio da parte dell'OPEC. Nonostante la situazione economica difficile, Volcker attuò una politica monetaria restrittiva (Volcker shock), innalzando il tasso di interesse al fine di intervenire sull'altissima inflazione (che viaggiava da anni su ritmi del 10% annuo). 
Dopo le inevitabili conseguenze negative iniziali, che portarono la disoccupazione oltre il 10%, suscitarono proteste molto diffuse a causa degli effetti degli alti tassi di interesse sui settori dell'edilizia, dell'agricoltura e dell'industria con gli agricoltori che sfilarono alla guida dei loro trattori su C Street NW a Washington e bloccarono la Eccles Building, produssero anche effetti disastrosi sul debito dell'America Latina in gran parte a tasso variabile, la Fed raggiunse l'obiettivo sperato: fu ottenuta la stabilità dei prezzi e l'economia americana ricominciò a crescere dopo un allentamento della politica monetaria nel 1982. L'inflazione, che era giunta al 13,5% nel 1981, dopo un rialzo del tasso prime rate al 21,5%, si abbassò fino al 3,2% nel 1983.
Riconfermato nell'incarico da Ronald Reagan, fu bruscamente licenziato a metà mandato e sostituito da Alan Greenspan che, grazie alla discesa dei tassi, portò ad una forte espansione dei mercati finanziari, amplificata dalla deregulation, fino ad arrivare alla bolla speculativa azionaria di fine millennio e alla crisi del 2007-2008.
Nominato nel 2009 capo del Consiglio per la ripresa economica assieme al segretario al Tesoro Timothy Geithner ha suggerito al presidente Usa di porre un limite agli stipendi degli executive nelle maggiori banche d'affari in America. La crisi che portò al collasso di Lehman Brothers per Volcker è accaduta "perché i nostri giovani più brillanti sono stati attirati da Wall Street, grazie a enormi bonus, e non hanno saputo resistere al richiamo" (Capital, febbraio 2010. La green economy salverà gli Usa). 

## Vita privata
Appassionato pescatore a mosca e conosciuto come "Tall Paul" per la sua altezza di 2,01 metri, Volcker si è sposato l'11 settembre 1954 con Barbara Bahnson, figlia di un medico, e scomparsa nel giugno 1988 dopo aver sofferto di diabete. Due i figli: Janice, infermiera e laureata alla Georgetown University, e James, assistente di ricerca, laureato alla New York University e nato con una paralisi cerebrale. Si è risposato nel febbraio 2010 con Anke Dening, assistente di lunga data. 

## Opere
- Paul Volcker e Toyoo Gyohten, Changing Fortunes, Crown, 1992, ISBN 978-1-58648-752-2
- Fred Smith, Peter Lynch, Andrew Grove, Paul Volcker (autore), Pleasant Rowland, John Wiley, Forbes Great Minds Of Business, Simon and Schuster Audio, 1997, ISBN 978-0-671-57722-3
- Paul Volcker, Jeffrey A. Meyer e Mark G. Califano, Good Intentions Corrupted: The Oil for Food Scandal And the Threat to the UN, PublicAffairs Gorgias Press, 2006, ISBN 978-1-58648-472-9
- Keeping at it: The Quest for Sound Money and Good Government (Memoir), PublicAffairs, 2018, ISBN 978-1541788312

## Riconoscimenti
Volcker ha ricevuto lauree honoris causa da diverse istituzioni educative, tra cui: Baytown Christian Academy, Hamilton College, Università di Notre Dame, Princeton University, Dartmouth College, New York University, University of Delaware, Fairleigh Dickinson University, Bryant College, Adelphi University, Lamar University, Bates College, Fairfield University, Williams College, Northwestern University, Rensselaer Polytechnic Institute, Brown University, Georgetown University, Syracuse University, Queen's University, Amherst College, Università di Toronto.